# منطقة ريوا
ريوا رمزها «RE» (بالإنجليزية: Rewa)‏ ، هو تقسيم إداري لدولة الهند تتبع ولاية مدية برديش (بالإنجليزية: Madhya  Pradesh)‏ ، مركزها هو مدينة ريوا (بالإنجليزية: Rewa)‏ عدد سكانها حسب تعداد سنة 2001 هو 1,972,333 ، مساحتها 6,314 كم² وكثافة السكان 312 لكل كم² .